# George Herriman

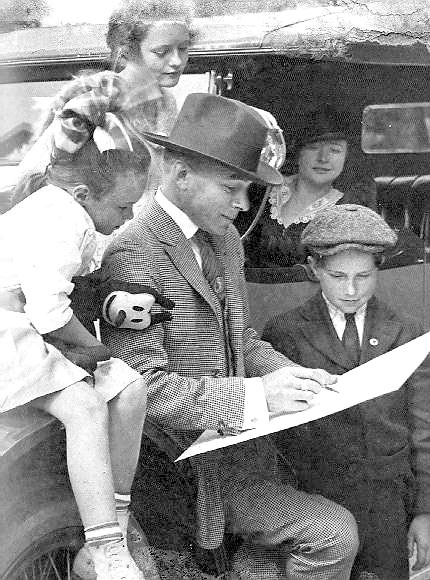
Herriman en fans

George Joseph Herriman (New Orleans, 22 augustus 1880 - 25 april 1944) was een Amerikaans stripauteur van Creoolse origine. Hij werd bekend dankzij zijn stripreeks Krazy Kat.

## Biografie
Op zijn zeventiende verkocht Herriman zijn eerste cartoon aan de Los Angeles Herald, maar zijn gedocumenteerde carrière begint pas in 1901. Het eerste decennium van de twintigste eeuw was Herriman een soort reizende striptekenaar, voortdurend pendelend tussen Los Angeles en New York, en zijn werk verkopend aan al wie er interesse voor had, met als voornaamste klanten de krantenuitgevers Joseph Pulitzer en William Randolph Hearst, en de World Color Printing Company. Hearst was een onvoorwaardelijke fan van zijn werk, en vanaf 1906 tot zijn overlijden was Herriman ononderbroken in dienst van Hearst.
Herriman creëerde een hele reeks door uitzinnige karakters bevolkte strips die een kort leven beschoren waren: Musical Mose (1902), Professor Otto and His Auto (1902), Acrobatic Archie (1902), Two Jolly Jackies (1903), Lariat Pete (1903), Major Ozone's Fresh Air Crusade (1904), Home Sweet Home (1904), Bubblespikers (1904), Bud Smith (1904), Mr. Proones the Plunger (1906), Rosy Posy, Mama's Girl (1906), Grandma's Girl (1906), Baron Mooch (1909), Mary's Home From College (1909). Hij experimenteerde ook met dierenstrips, met name Daniel and Pansy (1909), over een varken en een kangoeroe, Gooseberry Sprig (1909), en Alexander the Cat (1909), dat binnen zijn oeuvre uniek was in die zin dat Alexander een niet-pratende en niet-denkende, doodnormale kat was.
In 1910 begon Herriman met The Dingbat Family, dat later werd herdoopt tot The Family Upstairs. Na enige tijd werd de onderste strook van deze strip voorbehouden aan de belevenissen van een kat en een muis. Beide beesten sloegen zodanig aan dat zij in 1913 een eigen strip kregen, Krazy Kat, die zou blijven bestaan tot Herrimans dood. Parallel aan Krazy Kat bleef Herriman andere series opstarten: Baron Bean (1916), Stumble Inn (een soort Fawlty Towers, 1922), Us Husbands (1926), en ten slotte Embarrassing Moments, dat geen eigen creatie was en dat van 1928 tot 1932 liep. Vanaf 1932 wijdde Herriman zich uitsluitend aan Krazy Kat.
Na Herrimans dood werd zijn as verstrooid over Monument Valley, in Coconino County, Arizona. Tegen de gewoonte in werd er geen poging gedaan om de strip aan een ander over te dragen: Hearst respecteerde Krazy Kat als Herrimans exclusieve creatie.

## Krazy Kat

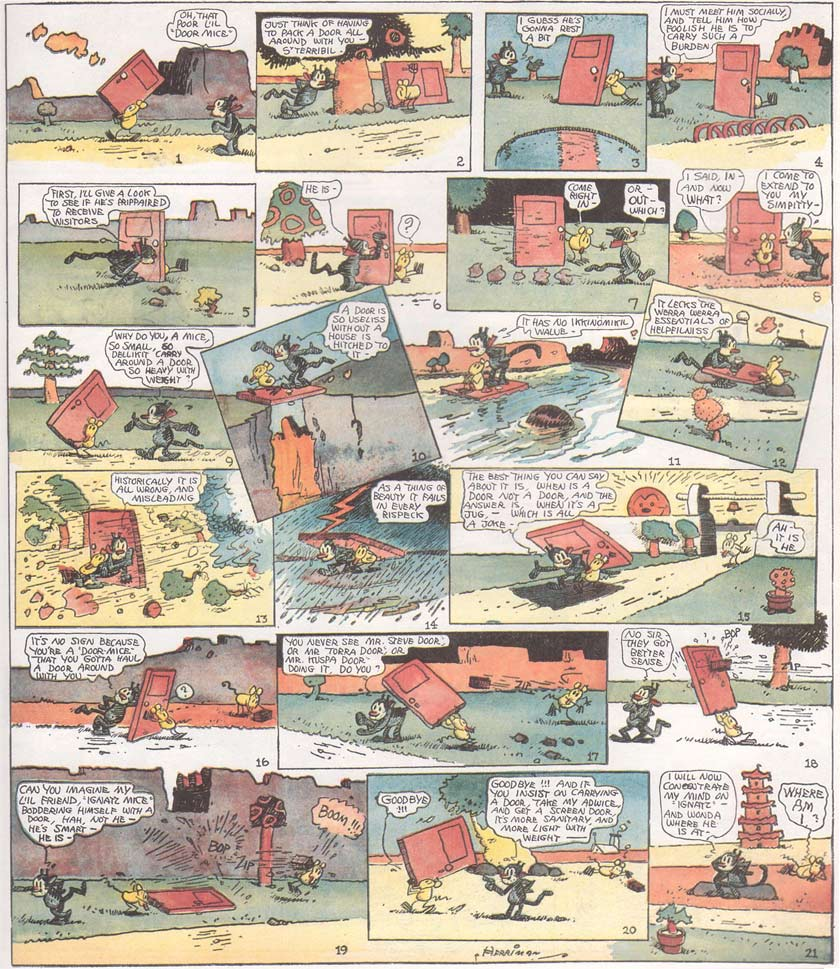
Bladzijde Krazy Kat

De kern van Krazy Kat bestaat uit een merkwaardige driehoeksrelatie tussen een kat, een muis en een hond. Krazy Kat is een nu eens vrouwelijke dan weer mannelijke kat met een zweverig poëtisch karakter, die verliefd is op Ignatz Mouse. Ignatz, die getrouwd is en kinderen heeft, is allesbehalve blij met de aandacht van Krazy, en uit zijn afkeer door bakstenen naar zijn/haar hoofd te gooien, wat door Krazy echter als een teken van affectie wordt beschouwd. De hond, Offissa Bull Pup, is een toegewijde wetsdienaar die een stevige boon heeft voor Krazy en hem/haar tegen Ignatz probeert te beschermen door deze steeds weer in de gevangenis op te sluiten. Dit drietal wordt door vele andere dieren omringd, waaronder Joe Stork, Kolin Kelly de steenbakker, en eerdere creaties als Gooseberry Sprig en (Sancho) Pansy. Een belangrijk onderdeel van de strip is de achtergrond, die doet denken aan de woestijnlandschappen van Arizona, en die wordt aangeduid met de poëtische naam Coconino County, overigens een bestaande county.
Herriman kreeg voor Krazy Kat de vrije hand; dertig jaar lang experimenteerde hij volop met allerlei formaten en surrealistisch aandoende tekeningen, kleuren en kadreringen, en ontwikkelde hij een bizar en poëtisch patois.
Krazy Kat was te veeleisend om populair te worden; in 1944 verscheen de strip slechts in tweeënvijftig dagbladen. Onder de weinige bewonderaars bevonden zich echter veel kunstenaars, intellectuelen en prominenten. Er wordt verteld dat president Wilson tijdens de Eerste Wereldoorlog de strip vóór de vergaderingen aan zijn oorlogskabinet voorlas. De appreciatie blijft enorm; nog in 1999 werd de strip door het prestigieuze striptijdschrift The Comics Journal (#210) uitgeroepen tot de beste Engelstalige strip aller tijden.
- Bibsys: 5079856
- Biblioteca Nacional de España: XX1169476
- Bibliothèque nationale de France: cb119073936 (data)
- Catàleg d'autoritats de noms i títols de Catalunya: 981058609190706706
- CiNii: DA06074112
- Gemeinsame Normdatei: 123508134
- International Standard Name Identifier: 0000 0001 1078 5794
- Library of Congress Control Number: n50036897
- Bibliotheek van het Japanse parlement: 001141142
- Nationale Bibliotheek van Tsjechië: js20060205009
- Nationale Bibliotheek van Israël: 987007330195105171
- Nederlandse Thesaurus van Auteursnamen: 07305660X
- Réseau des bibliothèques de Suisse occidentale: 02-A018641311
- RKD-Nederlands Instituut voor Kunstgeschiedenis: 288350
- Istituto Centrale per il Catalogo Unico: SBLV251296
- SNAC: w6pv7scr
- Système universitaire de documentation: 058573399
- Union List of Artist Names: 500018380
- Virtual International Authority File: 95793851
- WorldCat: E39PBJdx94VjmhFTR9dXhQbjmd